# Freejack – Geisel der Zukunft
Freejack – Geisel der Zukunft (Originaltitel: Freejack) ist ein Science-Fiction-Film aus dem Jahr 1992 mit dystopischem Hintergrund. Die Hauptrollen spielten Emilio Estevez, Mick Jagger, Rene Russo und Anthony Hopkins. Die Literaturverfilmung basiert auf dem 1959 erschienenen Roman Immortality, Inc. (deutsch: Lebensgeister GmbH) von Robert Sheckley. Der Film startete am 30. April 1992 in den deutschen Kinos.

## Handlung
Im Jahr 2009 sind die USA wirtschaftlich verarmt und stark polarisiert. Die öffentliche Ordnung wird nur in den Wohngebieten der Reichen zumeist durch private Sicherheitsdienste aufrechterhalten. Andere Gebiete gelten als ungesicherte Zonen. Der technische Fortschritt erlaubt es, das Bewusstsein eines Sterbenden zunächst in eine Datenbank, genannt „Spiritual Switchboard“, und dann innerhalb kurzer Zeit in den Körper eines anderen zu übertragen. Zu diesem Zweck werden per Zeitreise Körper von Unfallopfern, die je nach Situation oft medizinisch gesund sind und nicht vermisst werden, im Augenblick des Todes in die Zukunft geholt. Dieses für seinen Betreiber Ian McCandless sehr einträgliche Geschäft hat die McCandless Corp. zur weltweit einflussreichsten Gesellschaft gemacht.
Der Autorennfahrer Alex Furlong erleidet im Jahr 1991 während eines Rennens einen Unfall, bei dem sein Rennwagen vollständig verbrennt. Der „Knochenjäger“ (bzw. schurkenhafte, von Mick Jagger gespielte Kopfgeldjäger) Victor Vacendak holt ihn kurz davor in das Jahr 2009. Dies geschieht im Auftrag des gerade verstorbenen McCandless, der auf sein eigenes Switchboard übertragen wurde und nun innerhalb weniger Tage einen neuen Körper benötigt. McCandless tritt nach außen und gegenüber seinen Angestellten weiterhin in Form elektronisch generierter Filmcollagen auf und täuscht so vor, auf Weltreise zu sein. McCandless hofft, mit seinem neuen jungen Körper seine Angestellte Julie für sich zu gewinnen, die 1991 bis zu dessen vermeintlichem Tod mit Alex befreundet war.
Da Alex um einige Sekundenbruchteile zu früh geholt wurde und deshalb noch lebt, kann er entkommen, als die „Knochenjäger“ versuchen, diesen „Fehler“ zu korrigieren. Dadurch wird er zum „Freejack“, und auf ihn wird später ein hochattraktives Kopfgeld von 10 Millionen US-Dollar ausgesetzt. Da er sich in der neuen Umgebung nicht zurechtfindet, flüchtet er in eine Kirche, wo ihn eine selbstbewusste Nonne mit Ratschlägen und einer Pistole versorgt. Alex will unbedingt seine Freundin finden, die er zuletzt – in seiner Zeitempfindung – vor wenigen Tagen gesehen hat. Dazu nimmt er Kontakt mit einem ehemaligen Freund auf, der ihn jedoch verrät. Nach mehreren Versuchen gelingt es Alex, Kontakt mit Julie aufzunehmen. Dabei werden sie von Vacendak überrascht. Vacendak wird bei der anschließenden Verfolgung von Alex von seiner Mannschaft getrennt und gerät in das Visier mehrerer schwerbewaffneter Männer. Alex erschießt diese und rettet ihm dadurch das Leben. Zum Dank erhält er 5 Minuten Vorsprung bei seiner folgenden Flucht.
Inzwischen hat der Vizepräsident der McCandless Corp., Mark Michelette, der als einziger vom Ableben McCandless wusste und nach dessen endgültigem Tod zum Präsidenten der Gesellschaft aufsteigen würde, ebenfalls die Suche nach Alex aufgenommen. Michelette findet den Zusammenhang zwischen Alex und Julie heraus und hat auch die Straßenräuber auf Vacendak angesetzt, da er das „Weiterleben“ McCandless um jeden Preis verhindern will.
Bei dem Versuch, in das Gebäude der McCandless Corp. einzudringen, wird Alex gefasst und die elektronisch gespeicherte Persönlichkeit von McCandless in sein Gehirn eingespielt. Michelette unterbricht diesen Vorgang. Alex erklärt, trotz unvollständiger Übertragung, jetzt der Inhaber von McCandless Persönlichkeit zu sein. Zur Bestätigung gibt er McCandless persönliche Codenummer an, die von Vacendak akzeptiert wird. Vacendaks Männer erschießen Michelette, bevor er auf Alex feuern kann. Alex unternimmt daraufhin mit Julie eine Autofahrt. Vacendak hält den Wagen unterwegs an. Er erklärt Alex, dass  McCandless nicht Auto fahren konnte und die persönliche Codenummer nicht stimmte „…nicht mal nah dran“, lässt Alex und Julie aber dann weiterfahren.

## Auszeichnungen
Der Film erhielt drei Nominierungen für den Filmpreis Saturn Award: Als bester Film, für die besten Kostüme und für Rene Russo als Darstellerin.

## Kritiken
„Rock-Opa jagt junges Gemüse - schlapp“

„Science-Fiction-Film, der in aufwendig gestalteten Kulissen eine Zukunft entwirft, in der einige wenige Menschen reich und mächtig, die meisten aber durch Umweltkatastrophen verarmt und krank sind; diese düstere Zukunftsvision verliert sich in einer Vielzahl von Aktionen und Verfolgungsjagden und wird vor allem durch den farblosen Hauptdarsteller gänzlich verschenkt.“